# أحمد أحمدزاده
أحمد أحمدزاده (6 فبراير 1946 - 25 مايو 2021) أستاذ من أذربيجان. كان رئيسًا لقسم الإصابات وجراحة العظام في جامعة أذربيجان الطبية بين عامي 1998 و2021.
توفي أحمد زاده في 25 مايو 2021 عن عمر يناهز 75 عامًا.